# Нортлейкс (Північна Кароліна)
Нортлейкс (англ. Northlakes) — переписна місцевість (CDP) в США, в окрузі Колдвелл штату Північна Кароліна. Населення — 1543 особи (2020).

## Географія
Нортлейкс розташований за координатами 35°46′52″ пн. ш. 81°21′58″ зх. д. / 35.78111° пн. ш. 81.36611° зх. д. (35.781033, -81.366190).  За даними Бюро перепису населення США в 2010 році переписна місцевість мала площу 4,92 км², з яких 3,88 км² — суходіл та 1,05 км² — водойми.

## Демографія
Згідно з переписом 2010 року, у переписній місцевості мешкали 1534 особи в 603 домогосподарствах у складі 485 родин. Густота населення становила 312 осіб/км².  Було 657 помешкань (133/км²).
Расовий склад населення:
| - 96,9 % — білих - 1,2 % — азіатів - 0,7 % — чорних або афроамериканців - 0,1 % — корінних американців |

До двох чи більше рас належало 0,8 %. Частка іспаномовних становила 1,9 % від усіх жителів.
За віковим діапазоном населення розподілялося таким чином: 20,7 % — особи молодші 18 років, 65,8 % — особи у віці 18—64 років, 13,5 % — особи у віці 65 років та старші. Медіана віку мешканця становила 45,9 року. На 100 осіб жіночої статі у переписній місцевості припадало 101,0 чоловіків;  на 100 жінок у віці від 18 років та старших — 95,5 чоловіків також старших 18 років.
Середній дохід на одне домашнє господарство  становив 93 552 долари США (медіана — 91 458), а середній дохід на одну сім'ю — 103 862 долари (медіана — 98 508). За межею бідності перебувало 0,9 % осіб, у тому числі 0,0 % дітей у віці до 18 років та 0,0 % осіб у віці 65 років та старших.
Цивільне працевлаштоване населення становило 784 особи. Основні галузі зайнятості: виробництво — 21,8 %, роздрібна торгівля — 17,1 %, освіта, охорона здоров'я та соціальна допомога — 12,5 %, науковці, спеціалісти, менеджери — 11,1 %.